# Nepenthes lavicola
Nepenthes lavicola este o specie de plante carnivore din genul Nepenthes, familia Nepenthaceae, ordinul Caryophyllales, descrisă de Andreas Wistuba și Rischer. Conform Catalogue of Life specia Nepenthes lavicola nu are subspecii cunoscute.